# Xavier Quevedo
Xavier Quevedo (* 21. Januar 1991) ist ein venezolanischer Radrennfahrer.
Quevedo gewann 2008 die Silbermedaille bei den Venezolanischen Meisterschaften im Straßenrennen der Junioren. 2010 war er auf einer Etappe der  Vuelta al Estado Zulia erfolgreich. In der darauffolgenden Saison gewann er zwei Teilstücke und die Gesamtwertung der Vuelta al Estado Portugesa. Im Juli 2011 gelang ihm mit einem Etappenerfolg bei der Vuelta a Venezuela sein erster Sieg auf der UCI America Tour.

## Erfolge
2011
- eine Etappe Vuelta a Venezuela

2012
- Venezolanischer Meister – Straßenrennen (U23)
- eine Etappe Vuelta a Venezuela

2014
- Venezolanischer Meister – Straßenrennen

2016
- zwei Etappen Vuelta a Venezuela

2017
- zwei Etappen und Punktewertung Vuelta a Venezuela

2019
- eine Etappe Vuelta Ciclista a Miranda
- zwei Etappen Vuelta a Venezuela

2022
- eine Etappe und Punktewertung Vuelta al Táchira

## Teams
- 2011 F.N.Cabrera-Gb.Trujil
- 2012 Gobernación del Zulia

- 2014 Gobernación de Yaracuy-Androni